# Aromobates haydeeae
Espèce
Synonymes
- Colostethus haydeeae Rivero, 1978 "1976"
- Nephelobates haydeeae (Rivero, 1978)

Statut de conservation UICN

 EN B1ab(iii,v)+2ab(iii,v) : En danger
Aromobates haydeeae est une espèce d'amphibiens de la famille des Aromobatidae.

## Répartition
Cette espèce est endémique de la cordillère de Mérida au Venezuela. Elle se rencontre de 1 825 à 2 670 m d'altitude dans les États de Mérida et de Táchira.

## Publication originale
- Rivero, 1978 "1976" : Notas sobre los anfibios de Venezuela. 2. Sobre los Colostethus de los Andes Venezolanos. Memorias de la Sociedad de Ciencias Naturales La Salle, no 105, p. 327-344.